# 牧港住宅地区

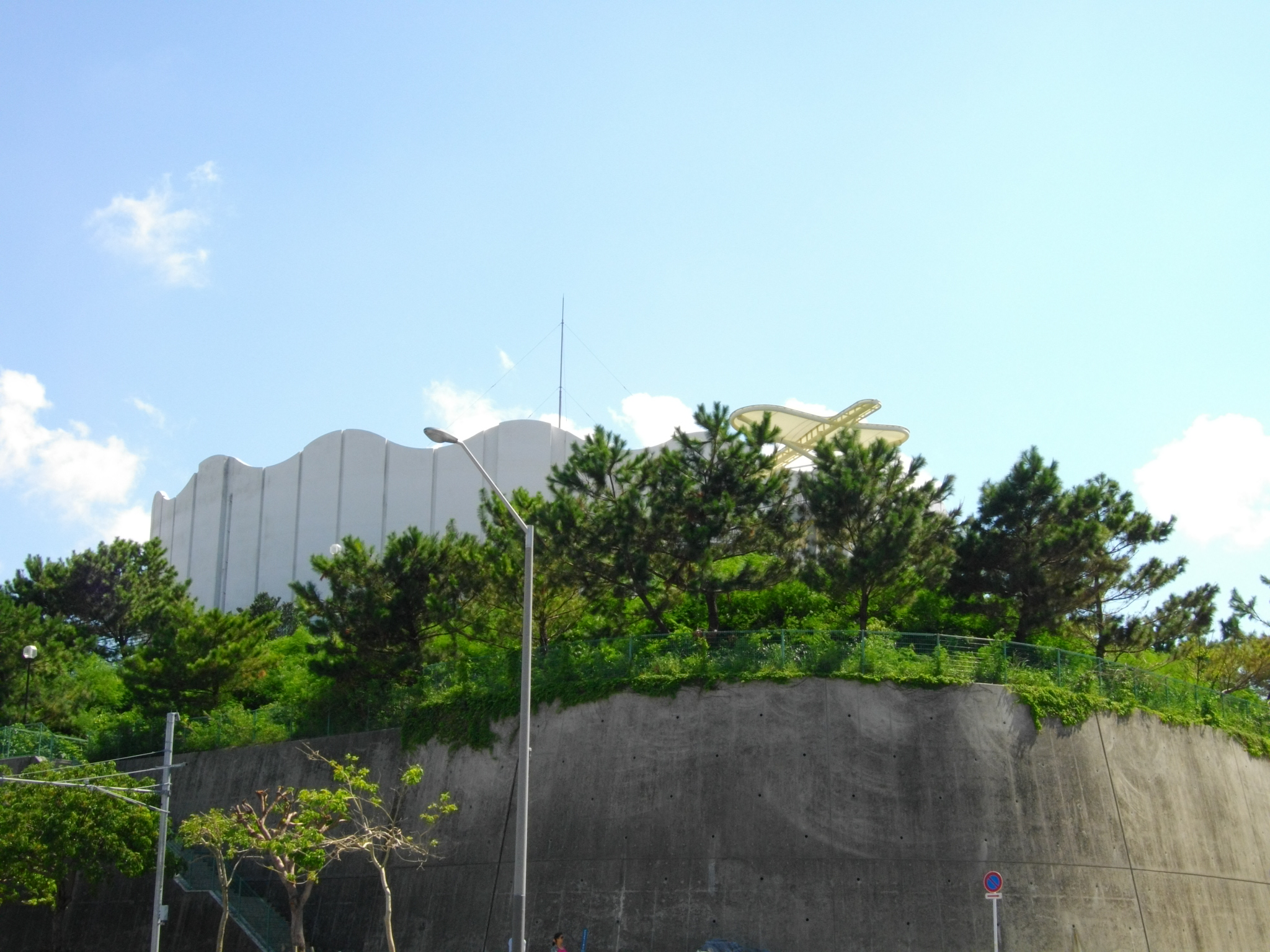
北方からみたシュガーローフ(2011年9月)

牧港住宅地区（まきみなとじゅうたくちく / まきなとじゅうたくちく、英語: Machinato Housing Area）は、現在の沖縄県那覇市北部にあった米軍基地 (FAC6061) 。沖縄戦では激戦地シュガーローフの戦いの舞台となり占領地となった。1953年に米国民政府による「土地収用令」で再度、強制接収され (銃剣とブルトーザー)、陸軍と空軍の兵士や軍属のための住宅地となっていたが、1987年に全面返還され、那覇新都心 (おもろまち) として再開発された。
浦添市の牧港補給地区 (キャンプ・キンザー) とは異なることに注意。牧港補給地区は浦添市 (牧港住宅地区の北側) になる。

## 概要
1953年、島尻郡真和志村の天久、銘苅、上之屋の一帯は、米軍に強制接収され、約195haという広大な牧港住宅地区が建設された。米陸軍と空軍の家族住宅、シュリヒルズクラブ、ゴルフ場、プール、スケート場、PX(基地内の日用品店)、小学校等の関連施設があり、約3,000人の軍人・軍属の住居地となっていた。
場所: 那覇市上之屋、天久、安謝、銘苅、安里、真嘉比、小島・おもろまち
面積: 約 1,968 千m2

## 歴史
- 1945年: 沖縄戦の結果、米軍が占領する。島尻郡真和志村（現・那覇市）は壮絶なシュガーローフの戦いの白兵戦が長期にわたって展開された激戦地となったため、住民の多くが犠牲となり、土地は木の影もない焼け焦げた土地となった。生き残った住民は民間人収容所に送られたが、天久地域の住民はなかなか帰村許可がおりず、転々とし故郷に帰還できたのは1947年の頃だった[2]。
- 1947年1月、一部地域を除いて全面的に旧真和志村への移動が許可された[3]。
- 1952年10月16日、米国民政府は、12月10日までに銘苅(めかる)、安謝(あじゃ)、天久(あめく) の集落を明け渡すよう収用通告を出したが、立法院は、このような収用権原はないと主張した。
- 1953年4月3日: 米民政府は新規に土地を接収するため、軍用地の強制収用手続きを定めた米国民政府布令第109号「土地収用令」を公布した。ついで4月10日に銘苅(めかる)、安謝(あじゃ)、天久(あめく)の集落の住民に収用通告を行い、翌11日の早朝には、米軍の武装兵に警護されたブルドーザーが次々と土地を接収した。「銃剣とブルドーザー」と呼ばれる、戦後の米軍による土地の強制接収は、この土地から始まった。

- 1973-1974年: 日米安全保障委員会により、住宅地区を嘉手納基地や牧港補給基地、キャンプ・コートニーへの代替移設を条件に返還が合意された。
- 1977年2月28日: 陸軍から空軍へ移管。
- 1975-1987年: 紆余曲折しながら6回に分けて返還。
- 1987年: 全面返還が実現。
- 1992-2005年: 独立行政法人都市再生機構（当時は地域振興整備公団）による「那覇新都心地区土地区画整理事業」が進められる。

## 返還と跡地開発の遅れ

### 細切れ返還
土地返還に関しては、1975年から1987年に至るまでの13年間、6回にわたって細切れに返還されたため、足並みのそろった開発ができず、長期間待たなければならなかった。この間、返還された区画は米軍基地のフェンスがそのまま放置されており地元民からは「解放区」と呼ばれていた。不発弾の処理や埋蔵文化財に関する調査も1990年になってから始められた。

### 立ちはだかる困難
沖縄戦の激戦地だった一帯の土地整備は幾多の困難をともなった。2006年には日本銀行那覇支店の移設予定地造成中に沖縄戦時の大量の不発弾が発見され、煙の出ているロケット弾をはじめとして、全長およそ60センチメートルの米製迫撃砲弾23発や艦砲弾、小銃弾110発など、合わせて140発が回収された。那覇市は県内で最も不発弾の多い場所となっている。
また遺骨収集もされず、米軍に強制接収され半世紀以上も放置されていたため、現場での遺骨収集も併せて実施された。工事現場では業者が遺骨や遺品を土嚢袋にまとめるのでさらに遺骨収集が困難になった。2009年10月から2010年2月まで那覇市や厚生労働省が遺骨収集事業を実施し、合わせて132人の遺骨が収集された。

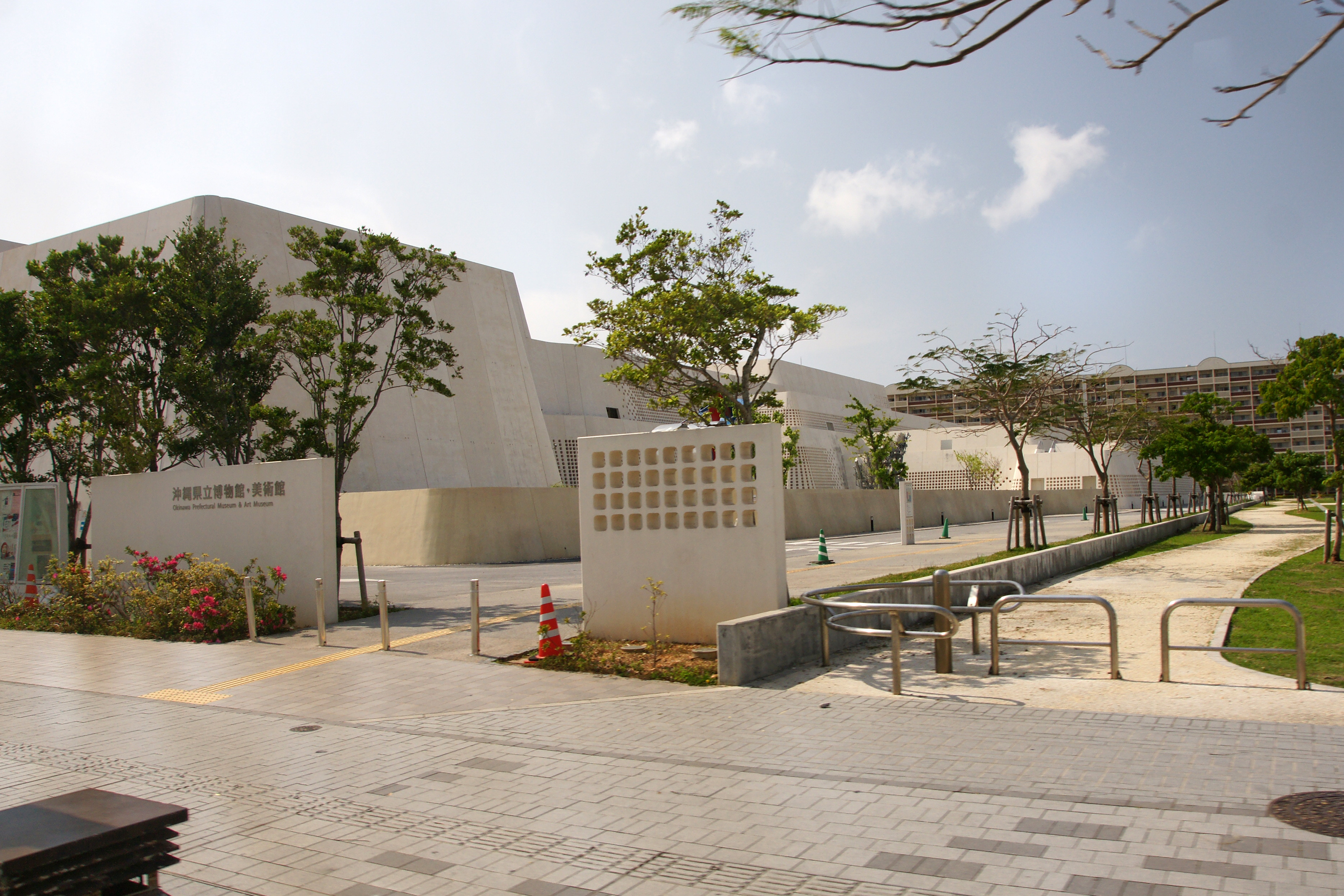
沖縄県立博物館・美術館

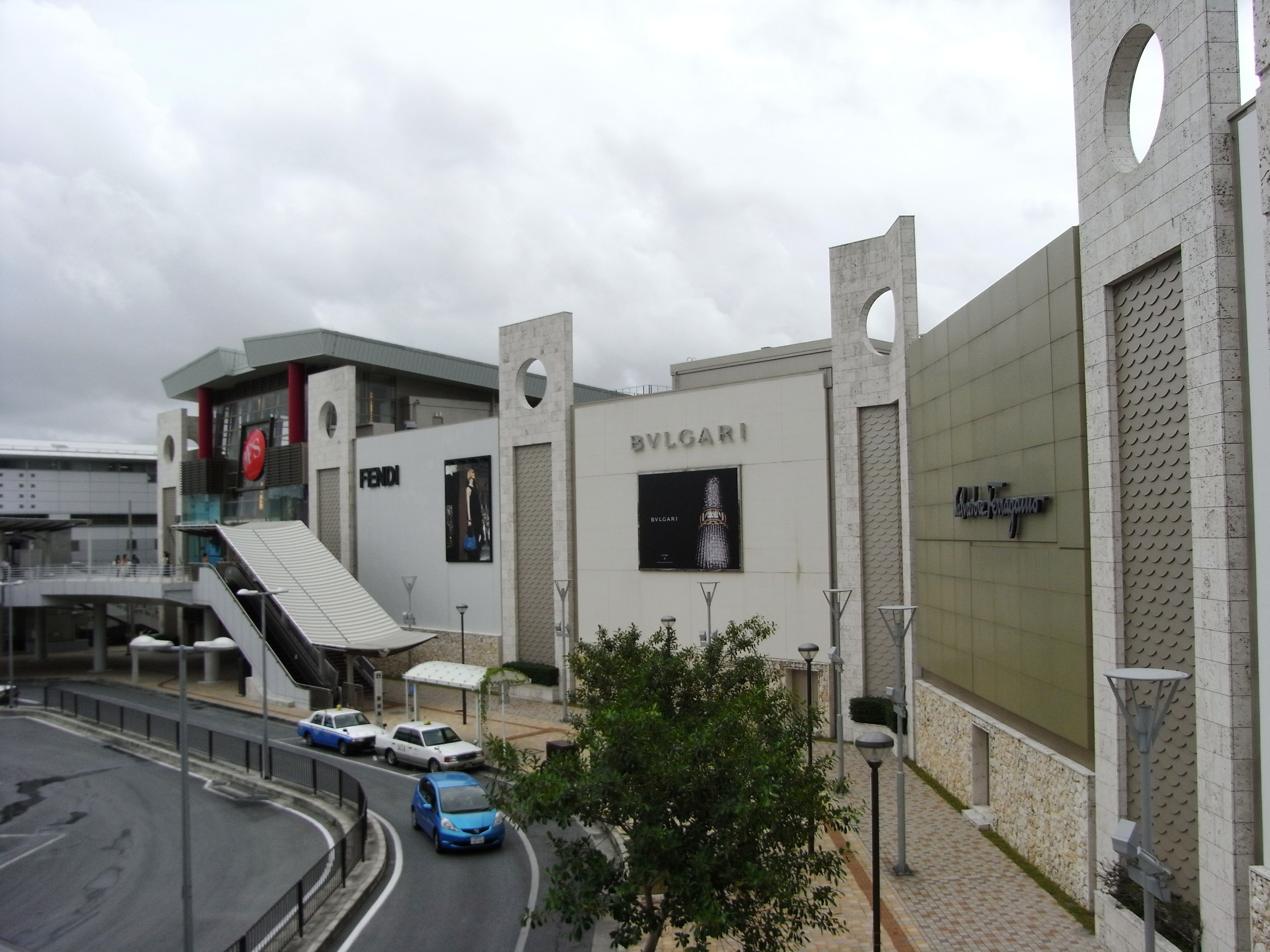
DFSギャラリア・沖縄

### 那覇新都心の誕生
返還された跡地は、那覇市の新たな都市拠点として那覇新都心地区となり整理事業が実施された。当該地区には、那覇市新都心銘苅庁舎や沖縄職業総合庁舎、沖縄県立博物館・美術館などの公共施設、大型ショッピングセンター「DFSギャラリア・沖縄」、大型公園「新都心公園」や映画館などの商業施設、アパートやマンションなどの住宅施設が多数建設された。2014年の段階で、住居人口は2万人に達した。